# Phaulomyces simplocariae
Phaulomyces simplocariae är en svampart som beskrevs av De Kesel 1994. Phaulomyces simplocariae ingår i släktet Phaulomyces och familjen Laboulbeniaceae.   Inga underarter finns listade i Catalogue of Life.